# Rafael Zulu
Rafael Gervásio dos Santos (Rio de Janeiro, 13 de setembro de 1982), mais conhecido como Rafael Zulu, é um ator e empresário brasileiro.

## Carreira
Seu sobrenome "Zulu" foi dado pela amiga Josie Pessoa, durante um curso de teatro. É formado em Telecomunicações, trabalhava na área e já cursava uma pós-graduação, porém, aos 22 anos, quando viu uma matéria na TV de uma atriz no INCA, onde um grupo chamado Doutores da Alegria visitam doentes, ficou encantado, resolveu largar tudo e correr atrás da carreira de ator. Em seguida, fez sua primeira peça "Aonde Está Você Agora?" (2004), de Regiana Antonini, e no mesmo ano, entrou em turnê com o musical "Eu Sei Que Vou te Amar", foi quando recebeu convite para a TV. Ele estreou na Televisão na novela "Prova de Amor", da Rede Record, interpretando o mergulhador Bira.
Dois anos depois, migrou para a Rede Globo, onde fez parte do elenco da novela "Sete Pecados", vivendo o personagem Leonardo. Rafael também fez participações nos seriados "Casos e Acasos" e "Toma Lá, Dá Cá", mas o sucesso veio mesmo com o personagem Caco, na novela "Caras & Bocas", vivendo um relacionamento interracial com Laís, interpretada por Fernanda Machado. Em 2010, viveu o homossexual assumido Adriano no remake "Ti Ti Ti". Em 2011, atuou como Edvaldo na novela "Fina Estampa". Em julho de 2012, o ator assinou contrato com a Rede Record, emissora que o revelou. Em 2014, Zulu assinou um novo contrato com a Rede Globo para atuar na novela "Em Família", de Manoel Carlos.
Rafael administra uma casa de entretenimento na Lapa, o Paiol 8, e é produtor de eventos no Rio como o Verão na Laje, Tardezinha, e as festas Errejota e Outros 500.

## Filmografia

### Televisão
| Ano           | Título                  | Personagem                | Notas                                    |
| ------------- | ----------------------- | ------------------------- | ---------------------------------------- |
| 2005          | Prova de Amor           | Bira                      |                                          |
| 2007          | Sete Pecados            | Leonardo Botelho Iverson  |                                          |
| 2008          | Casos e Acasos          | Alex                      | Episódio: "O Colchão, a Mala e a Balada" |
| 2008          | Toma Lá, Dá Cá          | Tony                      | Episódio: "A Grama do Vizinho"           |
| 2008          | Os Mutantes             | Diogo Zulu                |                                          |
| 2009          | Caras & Bocas           | Carlos Vasconselos (Caco) |                                          |
| 2010          | Ti Ti Ti                | Adriano Novaes            |                                          |
| 2011          | Fina Estampa            | Edvaldo                   |                                          |
| 2012          | Balacobaco              | Mauro Barreto             |                                          |
| 2014          | Em Família              | Téo                       |                                          |
| 2014          | Sexo e as Negas         | Elder                     |                                          |
| 2015–16       | Os Suburbanos           | Ricardson                 | Temporadas 1–2                           |
| 2016          | Totalmente Demais       | Dono do carro             | Episódio: "5 de abril"                   |
| 2016          | Mister Brau             | Robson                    | Episódio: "26 de julho"                  |
| 2016          | Sol Nascente            | João Amaro                |                                          |
| 2017          | Dança dos Famosos       | Participante              | Temporada 14                             |
| 2017          | O Outro Lado do Paraíso | Aparecido Ferreira (Cido) |                                          |
| 2018          | Tô de Graça             | Cráudio                   | Temporada 2                              |
| 2018          | Super Chef Celebridades | Participante              | Temporada 7                              |
| 2019          | Vai que Cola            | Ele mesmo                 | Episódio: "Tapete Vermelho"              |
| 2020          | 220 Volts: Natal        | Álvaro                    | Especial de fim de ano                   |
| 2022–presente | A Sogra que te Pariu    | Carlos                    | Original Netflix                         |

### Cinema
| Ano  | Título                           | Personagem        | Notas          |
| ---- | -------------------------------- | ----------------- | -------------- |
| 2008 | Divã                             | Diogo             |                |
| 2010 | Contramão                        | Nelson            | Curta-metragem |
| 2012 | Nego D'água - O Filme            | Otávio            |                |
| 2013 | Sinal                            | Inspetor Quaresma | Curta-metragem |
| 2013 | Atrás da Porta                   | Vizinho           | Curta-metragem |
| 2013 | Bonitinha, mas Ordinária         | Segurança         |                |
| 2017 | Rúcula Com Tomate Seco           | Dimas             |                |
| 2018 | E.A.S.: Esquadrão Antissequestro | Thiago            |                |
| 2020 | O Melhor Verão das Nossas Vidas  | Leandro           |                |
| 2020 | Mulher Oceano                    | Rogério           |                |
| 2021 | L.O.C.A.                         | Maciel            |                |
| 2023 | TPM! Meu Amor                    | Júlio             |                |

## Teatro

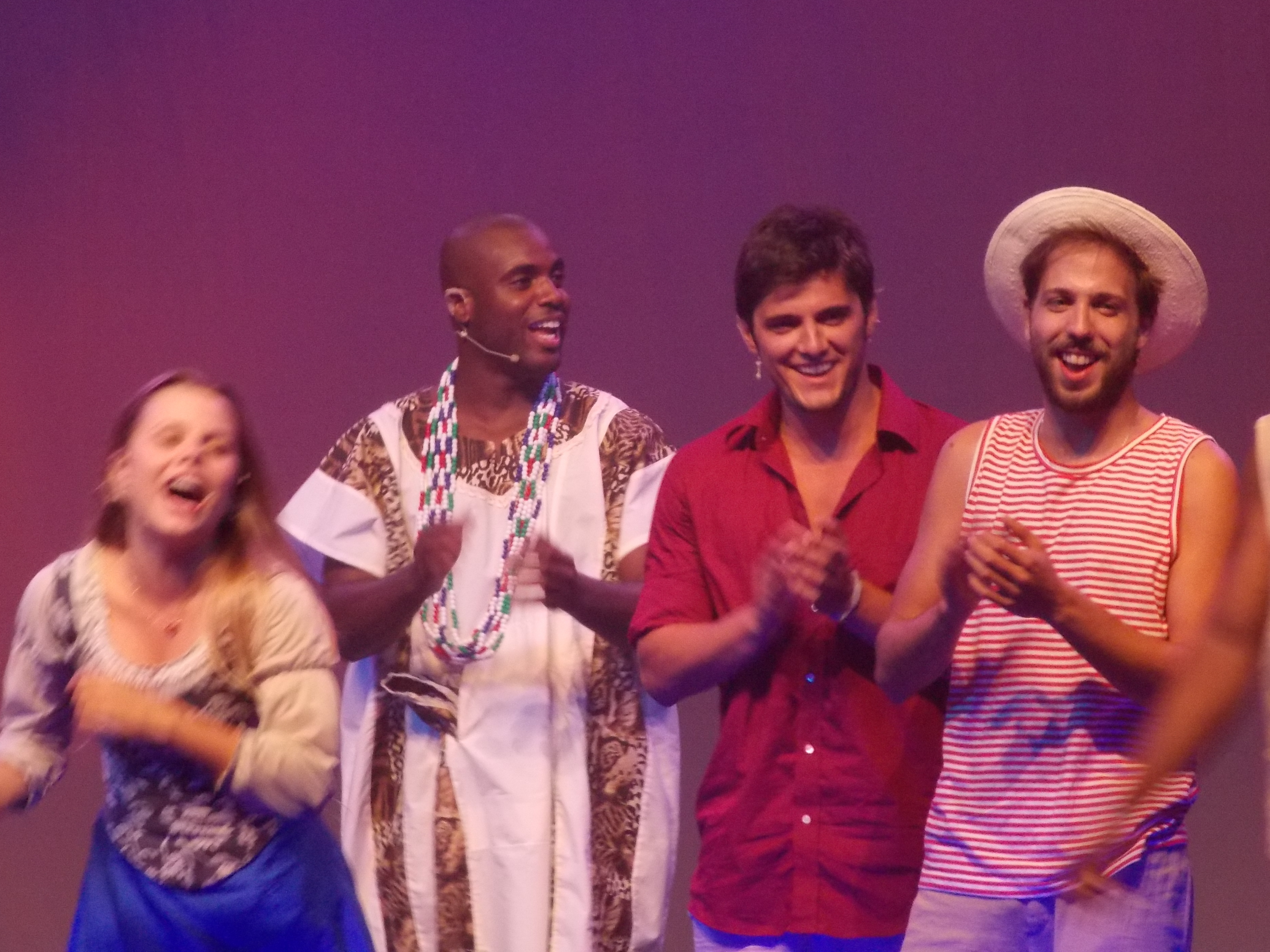
Elenco da peça Romeu na Roda após apresentação em 2013 (da esquerda para a direita: Daniela Carvalho, Bruno Gissoni, Zulu e Rael Barja).

Como ator
| Ano     | Título                                                   | Papel              |
| ------- | -------------------------------------------------------- | ------------------ |
| 2004    | Aonde está você Agora                                    | —                  |
| 2004    | Eu Sei Que Vou Te Amar                                   | —                  |
| —       | Ciúmes e Eu Te Amo                                       | —                  |
| —       | Coquetel de Palavras                                     | —                  |
| 2006    | Fui...E Quem Não Vai?                                    | Vários             |
| 2009—10 | Vem Pra Rir!                                             | Vários             |
| 2011    | Aonde está você Agora                                    | Pedro              |
| 2012—13 | Romeu na Roda                                            | Pai Lourenço       |
| 2013    | Pequeno Dicionário Amoroso                               | Barata             |
| 2015    | Encenação da Fundação da Vila de São Vicente - O Musical | Cacique Piquerobi  |
| 2015    | O Inspetor Geral (leitura dramatizada)                   | Inspetor Charlatão |
| 2016    | Compulsão                                                | Eduard             |

Como diretor
| Ano  | Título                             |
| ---- | ---------------------------------- |
| 2015 | Os Aventureiros No Reino Congelado |

## Prêmios & Indicações
| Ano  | Prêmio                  | Categoria               | Trabalho      | Resultado | Ref    |
| ---- | ----------------------- | ----------------------- | ------------- | --------- | ------ |
| 2009 | Troféu Raça Negra       | Melhor Ator             | Caras & Bocas | Venceu    | [ 30 ] |
| 2010 | Prêmio Qualidade Brasil | Melhor Ator Coadjuvante | Ti Ti Ti      | Indicado  | [ 31 ] |
| 2023 | Prêmio Potências!       | Profissional do Ano     | Tardezinha    | Pendente  |        |